# 500 Milhas de Indianápolis de 1937
Resultados das 500 Milhas de Indianápolis de 1937, no circuito de Indianapolis na segunda-feira, 31 de Maio de 1937.
| Pos final | Pos inicial | N.º | Nome               | Qual    | Rank | Voltas | Led | Posição            |
| --------- | ----------- | --- | ------------------ | ------- | ---- | ------ | --- | ------------------ |
| 1         | 2           | 6   | WILBUR SHAW        | 122.791 | 4    | 200    | 131 | Corrida            |
| 2         | 6           | 8   | RALPH HEPBURN      | 118.809 | 15   | 200    | 9   | Corrida            |
| 3         | 32          | 3   | TED HORN           | 118.608 | 17   | 200    | 0   | Corrida            |
| 4         | 5           | 2   | LOUIS MEYER        | 119.619 | 12   | 200    | 0   | Corrida            |
| 5         | 16          | 45  | CLIFF BERGERE      | 117.546 | 24   | 200    | 0   | Corrida            |
| 6         | 1           | 16  | BILL CUMMINGS      | 123.343 | 3    | 200    | 0   | Corrida            |
| 7         | 14          | 28  | BILLY DEVORE       | 120.192 | 9    | 200    | 0   | Corrida            |
| 8         | 7           | 38  | TONY GULOTTA       | 118.788 | 16   | 200    | 0   | Corrida            |
| 9         | 12          | 17  | GEORGE CONNOR      | 120.240 | 8    | 200    | 0   | Corrida            |
| 10        | 18          | 53  | LOUIS TOMEI        | 116.437 | 32   | 200    | 0   | Corrida            |
| 11        | 9           | 31  | CHET GARDNER       | 117.342 | 28   | 199    | 0   |                    |
| 12        | 10          | 23  | RONNEY HOUSEHOLDER | 116.464 | 31   | 194    | 0   |                    |
| 13        | 17          | 62  | FLOYD ROBERTS      | 116.996 | 30   | 194    | 0   |                    |
| 14        | 11          | 35  | DEACON LITZ        | 116.372 | 33   | 191    | 0   | Out of oil         |
| 15        | 24          | 32  | FLOYD DAVIS        | 118.942 | 14   | 190    | 0   | Choque T3          |
| 16        | 25          | 34  | SHORTY CANTLON     | 118.555 | 18   | 182    | 0   |                    |
| 17        | 26          | 42  | AL MILLER          | 118.518 | 20   | 170    | 0   | carborador         |
| 18        | 8           | 1   | MAURI ROSE         | 118.540 | 19   | 127    | 0   |                    |
| 22        | 3           | 54  | HERB ARDINGER      | 121.983 | 5    | 106    | 2   | Vara               |
| 23        | 15          | 24  | FRANK BRISKO       | 118.213 | 23   | 105    | 0   | No Pressão de Oleo |
| 24        | 33          | 44  | FRANK WEARNE       | 118.220 | 22   | 99     | 0   | carburador         |
| 25        | 27          | 26  | TONY WILLMAN       | 118.241 | 21   | 95     | 0   | Vara               |
| 26        | 4           | 10  | BILLY WINN         | 119.922 | 11   | 85     | 0   |                    |
| 28        | 21          | 33  | BOB SWANSON        | 121.920 | 6    | 52     | 34  | carburador         |
| 29        | 22          | 47  | HARRY MCQUINN      | 121.822 | 7    | 47     | 0   | Piston             |
| 30        | 13          | 7   | CHET MILLER        | 119.213 | 13   | 36     | 0   | Ignição            |
| 31        | 31          | 15  |                    | 117.226 | 29   | 36     | 0   |                    |
| 32        | 19          | 5   | JIMMY SNYDER       | 125.287 | 1    | 27     | 24  | Transmissão        |
| 33        | 23          | 14  | REX MaioS          | 119.968 | 10   | 24     | 0   |                    |